# البجعة السوداء (رواية)
البجعة السوداء (بالألمانية: Die Betrogene: Erzählung) رواية قصيرة من تأليف الروائي الألماني توماس مان، كتبها عندما كان يبلغ من العمر 78 سنة في 1952، ونُشرت للمرة الأولى في عام 1953. تدور أحداث الرواية في دوسلدورف في ألمانيا في أواخر عشرينيات القرن العشرين.

## وصلات خارجية
- البجعة السوداء على موقع الموسوعة البريطانية (الإنجليزية)

- البجعة السوداء، على الفهرس العالمي.
- البجعة السوداء، على كتب جوجل.
- البجعة السوداء، على موقع أمازون.
- البجعة السوداء، على جود ريدز.
- البجعة السوداء، على مكتبة جامعة هارفارد.
- البجعة السوداء، على مكتبة جامعة ميشيغان.